# Hidetaka Nišijama
Hidetaka Nišijama (japonsky: 西山 英俊) (10. října 1928 – 7. listopadu 2008) byl japonsko-americký mistr karate a vojenský instruktor bojových umění. Jeho mistrem byl Gičin Funakoši. Nišijama a Funakoši zdokonalili karate na dnešní úroveň, proto oba dva jsou nazýváni zakladateli tradičního karate. Mistr Nišijama byl také nositel nejvyšší úrovně mistrovství karate, tedy nejvyššího černého pásu – 10. dan.